# Luis Carrión Beltrán
Luis Carrión Beltrán (Ciudad de México, 3 de mayo de 1942 - ibídem, 1 de junio de 1997) fue un renombrado guionista, escritor, profesor y periodista mexicano. Su obra literaria trata sobre las represiones sufridas por el gobierno del PRI en su país y contra el sistema capitalista global que él veía como opresor mundial.

## Biografía
Hijo de Flora Beltrán y el influyente politólogo Jorge Carrión (1913-2005), Luis nació en la Ciudad de México pero fue registrado tres meses después en San Andrés Tuxtla, Veracruz donde tuvo su infancia y adolescencia.
Obtuvo la licencia de piloto privado en la Ciudad de México y ejerció esa profesión por algún tiempo fumigando plantíos al norte del país. En esos viajes de trabajo lo acompañaba su padre, donde tuvieron oportunidad de tratar con personalidades como Lázaro Cárdenas y Carlos Fuentes. Finalmente decidió matricularse en la prestigiada  Universidad Patrice Lumumba  de Moscú para estudiar periodismo.  Fue allí donde conoció a uno de sus grandes ídolos Ernesto”Che” Guevara.
De regreso en México, para el 1970 la Editorial Diógenes le comisiona compilar todos los escritos de Ernesto Guevara. Así mismo, para el 1971 publica con la misma editorial su reconocido reportaje Avándaro, sobre el Festival de Rock y Ruedas. El trabajo (que incluyó fotografías por la renombrada fotógrafa Graciela Iturbide) fue una crítica del mítico festival desde un punto de vista de la izquierda, explicando que los jipitecas y seguidores del movimiento de La Onda no estaban realmente comprometidos a cambiar el sistema gubernamental imperante e inclusive que estaban siendo engañados por el sistema mismo al acudir a actos de esa índole.
Para el 1974 recibió el prestigiado 1.er premio del FCE por lo que se considera su obra maestra “El infierno de todos tan temido”. La novela fue censurada por el gobierno del entonces presidente Luis Echeverría, ya que en ésta se narran los abusos cometidos por el corrupto sistema de instituciones psiquiátricas del país, haciendo un paralelismo entre los enfermos mentales y aquellos quienes no están dispuestos a aceptar el sistema gubernamental imperante de facto.
A mediados de los 1970s junto a renombrados cineastas formó la compañía Cinematográfica Marco Polo, para poder producir y distribuir películas de fuerte contenido social y llegar a las masas. El estudio produjo “El infierno de todos tan temido” basada en la novela homónima y guion de Luis Carrión. La película es considerada por la crítica como una de las obras maestras del cine mexicano de los 1970s. Fue dirigida por Sergio Olhovich, incluyendo a los actores Manuel Ojeda y Diana Bracho.

## Películas Premiadas
1973 1.er premio en Fermo, Italia por “El cambio” . Dir. Alfredo Joskowicz.
1975 Ariel de Oro por “La otra virginidad”  Dir. Juan Manuel Torres.
1977 Silver Bear en Berlín, por “Los albañiles” (1976) Dir. Vicente Leñero.
1981 Ariel por Mejor Cortometraje Documental, Golden Lotus en Vietnam y Coral de Plata  en Cuba por “Así es Vietnam”  Dir. Jorge Fons.

## Muerte
Después de sufrir durante años de depresión clínica por falta de serotonina y enfrentándose a situaciones familiares adversas, el domingo 1 de junio de 1997 Carrión telefoneó a sus familiares y a sus amigos José Agustín y Jorge Fons (a quien no encontró y dejó mensaje en su contestadora) mientras veía un partido de fútbol en la televisión, mezclando pastillas y alcohol antes de suicidarse cortándose las venas de los pies, lo que le provocó una hemorragia fatal.